# Acacia pungens
Acacia pungens é uma espécie de leguminosa do gênero Acacia, pertencente à família Fabaceae.